# كارلوس فيغا
كارلوس فيغا (مواليد 21 أكتوبر 1949) هو سياسي من الرأس الأخضر شغل منصب رئيس الوزراء من 4 أبريل 1991 حتى 29 يوليو 2000.

## حياته
ولد فيغا في مينديلو، ساو فيسنتي. التحق بالمدرسة في برايا بجزيرة سانتياغو، تخرج عام 1971 من جامعة لشبونة بدرجة في القانون. هاجر جد فيغا اليهودي لأمه إلى الرأس الأخضر من جبل طارق في أربعينيات القرن التاسع عشر. وهو أول سفير للرأس الأخضر إلى إسرائيل من أصل يهودي.